# سلفادور رويز سانشيز
سلفادور رويز سانشيز (بالإسبانية: Salvador Ruiz Sánchez)‏ هو سياسي مكسيكي، ولد في 19 فبراير 1961 في ولاية مكسيكو في المكسيك. حزبياً، نشط في حزب الثورة الديمقراطية. وقد انتخب عضو مجلس النواب المكسيك.